# Sanislău, Satu Mare
Sanislău (în maghiară Szaniszló, în germană Stanislau) este satul de reședință al comunei cu același nume din județul Satu Mare, Transilvania, România. Se află în Câmpia Careilor. La recensământul din 2002 avea o populație de 3.193 locuitori.

## Istoric

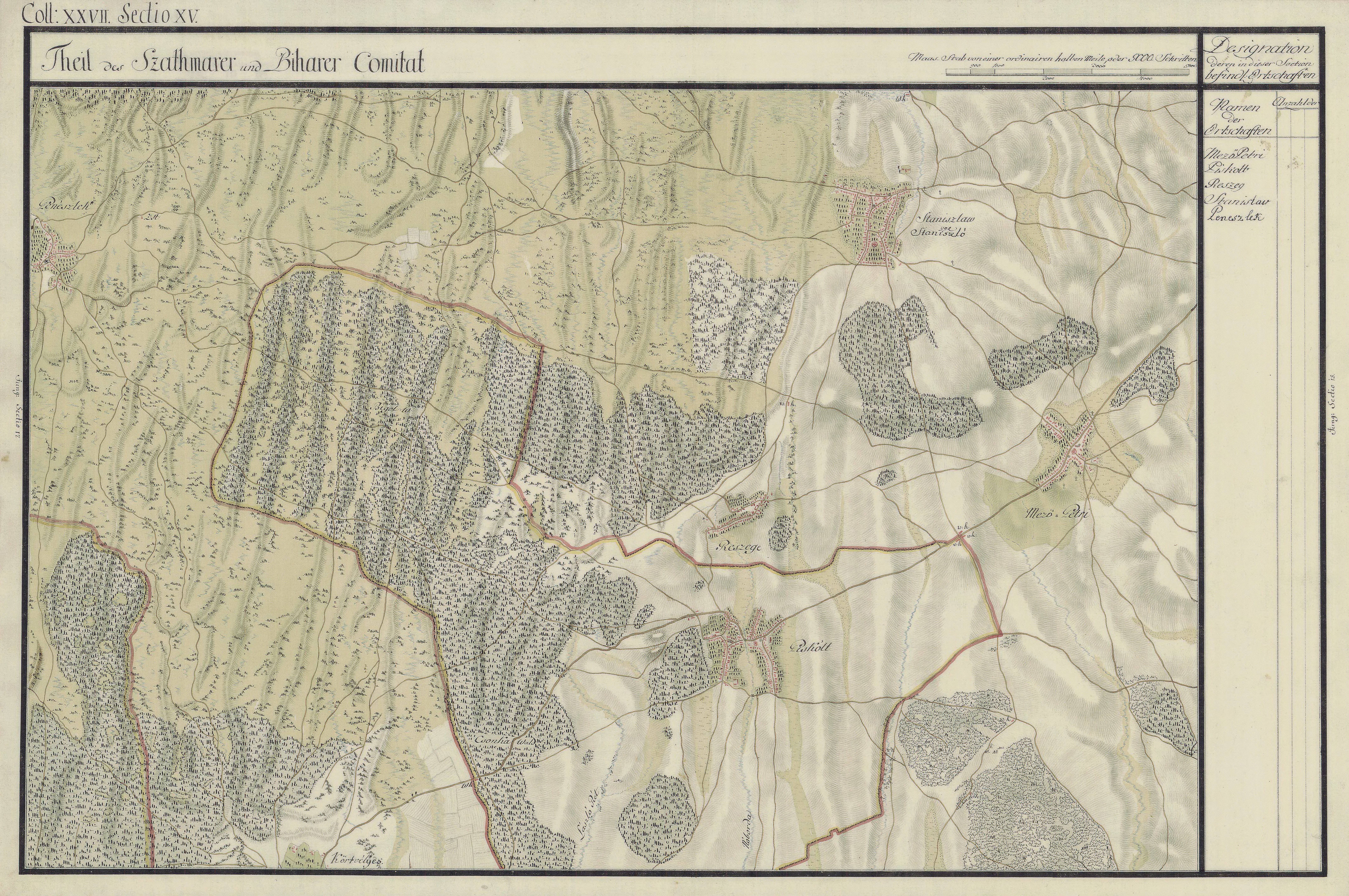
Sanislău în Harta Iosefină a Regatul Ungariei.

Satul a fost menționat pentru prima dată într-un document din 1306 cu numele Terra Zoyzolu, la acea vreme deținut de fiul lui Pál Banay, Miklós, și se învecina cu satul Ciumești. În 1347 a fost atestat sub denumirea de Zanyslaw, după domeniul cu același nume sau chiar după voievodul românilor Stanislav, menționat în secolul al XIV-lea în comitatul Satu Mare. In anul 1476 apare pentru prima dată denumirea de Sanislo, iar în anul 1772 Szaniszlo. Totuși, se poate concluziona că localitatea Sanislău este o veche așezare românească ce a dăinuit de-a lungul timpului și a cărei denumire este de origine românească sau româno-slavă.
Sanislău în 1338 a căzut în mâinile capitolului de la Oradea, deoarece episcopul András Báthori din familia Gutkeled a schimbat Sanislăul cu domeniile Csuba și Szinte din Țara Zarandului. În 1352 satul a fost împărtășit de membrii clanului Kaplon, iar la începutul secolului al XV-lea era deținut de familia Károlyi din clanul Kaplon. Satul a fost apoi achiziționat de familia Báthory în secolul al XVI-lea și anexat de domeniul Ecséd. 
Satul a devenit apoi proprietatea familiei Bánffy și, mai târziu, când familia Károlyi a cumpărat domeniul Ecséd cu 162 de sate, a achiziționat și Sanislăul. În timpul războiului de independență al lui Ferenc Rákóczi, majoritatea așezărilor din zonă s-au alăturat armatei curuților: 27 dintre localnici au mărșăluit cu trupele prințului Transilvaniei. Datorită poziției sale mai protejate în comparație cu așezările învecinate, Sanislăul a suferit mai puțin din cauza războiului, iar locuitorii care fugeau de armate au putut să se întoarcă la casele lor în mai puțin de două săptămâni. După înfrângerea răscoalei, familia Károlyi a devenit cel mai mare proprietar din zona Sătmarului. În 1786 au apărut primii șvabi în localitate. 
În 1768 a fost construită biserica greco-catolică, iar în 1824, a fost reînființată biserica romano-catolică, care a fost desființată în 1562 în timpul Reformei, dar s-a prăbușit în timpul marelui cutremur din 1834 și a fost reconstruită în 1841 de către Contele György Károlyi. La începutul secolului al XX-lea, contele József Károlyi era cel mai mare proprietar de pământ de aici. 
În 1880, potrivit primului recensământ etnic al Ungariei, satul avea 3.445 locuitori, dintre care 1.818 maghiari, 1.278 români, 137 germani și 212 alte din alte etnii. Acest recensământ a fost făcut pe bază lingvistică. În 1920, autoritățile române au numărat 4.592 locuitori, dintre care 2.099 erau etnici români, 1.599 germani, 710 maghiari și 184 evrei.
În 2002 satul avea 3.193 locuitori, dintre care 1.629 maghiari, 1.185 români, 292 țigani, 72 germani și 15 din alte etnii.

## Obiective turistice
- Rezervația naturală “Mlaștina Vermeș” (10 ha).

## Personalități
- Ioan Mureșan (1898-1983), chirurg, profesor universitar la Timișoara
- Gheorghe Bulgăr (1920-2002)